# Левый консерватизм
Ле́вый консервати́зм представляет собой политическую комбинацию экономического левого социализма, принципов народного суверенитета и консерватизма.

## Описание
Часто левые консерваторы в России также прочно укоренены в русском левом национализме, который часто смешивается с сильной приверженностью православию и его моральным принципам, неприятием вестернизации и правого либерализма, считающегося упадочным. Поэтому в современной России под классическим левым консерватизмом чаще всего подразумевается часть левых, разделяющая (как правило):
- Неприятие либерализма;
- Непризнание результатов распада СССР, который трактуется как результат заговора внешних враждебных сил;
- Постановка нации во главу рассмотрения при рассмотрении распада СССР.

В ряде случаев могут проявляться также следующие признаки:
- провозглашение необходимости исторического примирения «красных» и «белых» для спасения России от «иноземного ига» или фактическое сотрудничество с национал-патриотами на систематической основе;
- политический патернализм в отношении «спасителя», которым чаще всего выступает «сильная личность» или другая элитарная политическая сила[2].

По мнению Н. В. Работяжева, «Возможность существования такого политического явления, как левый консерватизм, объясняется тем, что консервативная и социалистическая идеологии изначально имели ряд точек соприкосновения. Консерватизм и социализм, в ответ на процесс модернизации, отвергли либеральную цивилизацию, основанную на индивидуализме, рационализме и власти денег».
В северо и южноамериканской политике левый консерватизм представляет собой сочетание как смешанной идеи защиты идей социальной справедливости и народного суверенитета, защиты семьи и традиционных ценностей, так и левого национализма, защиты и сохранения культуры существующей национальной системы, ограничение или неприятие культурного прогрессизма, оппозиция праву на аборт, феминизм и постмодернизм.

## Примеры левых консерваторов
По мнению Н. В. Работяжева, Изборский клуб в России проникнут левоконсервативной мыслью, некоторые члены которого с неонационалистическими тенденциями стремятся добиться синтеза «красных» (советских) и «белых» (царских) традиций.
Термин «левый консерватор» использовал русский писатель-националист Захар Прилепин для основания своей партии «За правду».
Часть латиноамериканских левых, отвергающая неолиберализм, исповедующая антиимпериализм и социализм, под влиянием религии заняла социально-консервативные позиции.
Различные итерации религиозного социализма также сильно пропитаны консерватизмом по своим моральным принципам.

## Рекомендации
1. 1 2 3  Левый консерватизм: ностальгия по утопии? (2017). Дата обращения: 23 ноября 2023. Архивировано 22 ноября 2023 года.
2. ↑  Ноговищев А. Ю. Революция в революции: выход из кризиса радикальных левых. — М.: Директ-Медиа, 2024. — С. 120—121. — 356 с. — ISBN 978-5-4499-4088-9.
3. ↑  Eric Kaufman. The Rebirth of the Left-Conservative Tradition. tabletmag (16 июня 2020). Дата обращения: 23 ноября 2023. Архивировано 23 ноября 2023 года.
4. 1 2  Marta Moya. Ni aborto, ni matrimonio igualitario: la izquierda conservadora latinoamericana (исп.). ordenmundial.com (29 августа 2021). Дата обращения: 23 ноября 2023. Архивировано 23 ноября 2023 года.
5. ↑  Zakhar Prilepine lance en Russie un parti "conservateur de gauche" (фр.). Courrier International (4 февраля 2020). Дата обращения: 23 ноября 2023. Архивировано 16 декабря 2022 года.